# Charentilly
Charentilly é uma comuna francesa na região administrativa do Centro, no departamento Indre-et-Loire. Estende-se por uma área de 14,02 km². Em 2010 a comuna tinha 1 312 habitantes (densidade: 93,6 hab./km²).